# Tratado de Traventhal
O Tratado de Traventhal foi um tratado de paz assinado em 18 de agosto de 1700 entre o Império Sueco, Dinamarca-Noruega e Holstein-Gottorp em Traventhal. Dinamarca teve que devolver Holstein-Gottorp ao seu duque, um aliado sueco, e deixar a aliança anti-sueca. Os dinamarqueses só voltaram a entrar na guerra após a grande derrota da Suécia na Batalha de Poltava, em 1709, tendo usado o tempo para reformar seu exército. O tratado foi garantido pela França, pelo Sacro Império Romano, pelas Províncias Unidas (Holanda) e pela Grã-Bretanha.

## O tratado
Em Travendal, a Dinamarca deixou a Grande Guerra do Norte obrigando-se a não se envolver em futuros conflitos armados com a Suécia. No parágrafo XIII, o rei da Dinamarca e da Noruega em seu próprio nome e o nome de seus sucessores promete não se envolver em hostilidades com a Suécia, nem se aliar ou de qualquer forma ajudar os inimigos da Suécia. A soberania do duque de Holstein-Gottorp foi restaurada, e o tratado detalhou as condições sob as quais os exércitos e fortalezas deveriam ser mantidos na área. Foi ainda acordado que Holstein-Gottorp seria financeiramente compensado pela Dinamarca pelos custos de guerra, resultando no pagamento subsequente de 260 000 Reichstalers.
O parágrafo XIV menciona a França, o Sacro Imperador Romano, os duques do Sacro Império Romano e os fiadores da convenção de Altona como fiadores do tratado. As garantias das Províncias Unidas e do Reino Unido para o tratado foram reconfirmadas em uma convenção assinada pelas partes mencionadas após a sucessão da Rainha Ana da Grã-Bretanha em 1702.